# CM Большого Пса
CM Большого Пса (лат. CM Canis Majoris) — двойная затменная переменная звезда типа Алголя (EA) в созвездии Большого Пса на расстоянии приблизительно 2343 световых лет (около 718 парсеков) от Солнца. Видимая звёздная величина звезды — от +13m до +12,5m. Орбитальный период — около 0,5309 суток (12,742 часов).